# Костромская ГРЭС
Костромская ГРЭС — третья по установленной мощности тепловая электростанция России, расположена в городе Волгореченске Костромской области, на правом берегу Волги.
Входит в состав Группы Интер РАО (ранее — ОАО «ОГК-3»).

## Описание
Установленная мощность электростанции составляет 3720 МВт. На данный момент это 3-я по мощности (после Сургутской ГРЭС-2 и Рефтинской ГРЭС) теплоэлектростанция России.
Рекорды станции:
- В январе 1970 года выработан миллиардный киловатт-час электроэнергии.
- 3 октября 2003 года в 0 часов 17 минут выработан юбилейный 500-миллиардный киловатт-час электроэнергии.
- 3-я дымовая труба Костромской ГРЭС высотой 320 метров является одним из самых высоких промышленных объектов в России и 27-й по высоте трубой в мире.[2][3]

## История
Площадка для строительства ГРЭС была выбрана в центре Европейской части России. На момент выбора, в 1960-е годы в этом регионе существовали основные условия создания мощного источника электроэнергии:
1. Дефицит энергетической мощности в окружающих экономических районах,
2. Богатые водные ресурсы,
3. Удобные транспортные связи с этой точкой.

Станция строилась силами лучших специалистов в области электроэнергетики, которых вызвали со всей страны.
Строительство первого энергоблока мощностью 300 МВт было выполнено в кратчайшие сроки.
Станция была введена в эксплуатацию в 1969 году.
История сохранила дату и время пуска первого энергоблока: 11 июня в 9 часов 47 минут был зажжён факел на первом котле, а энергоблок № 1 был поставлен под нагрузку 29 июня 5 часов 57 минут.
Первая очередь станции строилась высокими темпами — энергоблоки были поставлены под нагрузку в 1970 году.
Вторая очередь станции была введена в строй в 1971-1973 годах.
С вводом в эксплуатацию в 1980 году третьей очереди установленная мощность ГРЭС достигла 3 600 МВт.
Станция является пионером в освоении отечественных энергоблоков 300 МВт и энергоблока с уникальной одновальной турбиной (моноблок) мощностью 1200 МВт. Электроэнергия Костромской ГРЭС поставляется в 40 регионов России и в страны ближнего зарубежья.

### Модернизация
С 1 марта 2024 года, после завершения модернизации четырёх энергоблоков, мощность электростанции повышена до 3720 МВт.

## Перечень основного оборудования
| Агрегат                                              | Тип          | Изготовитель                                     | Количество | Ввод в эксплуатацию | Основные характеристики | Основные характеристики | Источники |
| Агрегат                                              | Тип          | Изготовитель                                     | Количество | Ввод в эксплуатацию | Параметр                | Значение                | Источники |
| ---------------------------------------------------- | ------------ | ------------------------------------------------ | ---------- | ------------------- | ----------------------- | ----------------------- | --------- |
| Оборудование паротурбинных установок первой очереди  |              |                                                  |            |                     |                         |                         |           |
| Паровой котёл                                        | ТГМП-114     | Таганрогский котельный завод «Красный котельщик» | 4          | 1969 г. 1970 г.     | Топливо                 | газ, мазут              | [ 6 ]     |
| Паровой котёл                                        | ТГМП-114     | Таганрогский котельный завод «Красный котельщик» | 4          | 1969 г. 1970 г.     | Производительность      | 950 т/ч                 | [ 6 ]     |
| Паровой котёл                                        | ТГМП-114     | Таганрогский котельный завод «Красный котельщик» | 4          | 1969 г. 1970 г.     | Параметры пара          | 255 кгс/см2, 545 °С     | [ 6 ]     |
| Паровая турбина                                      | К-300-240    | Ленинградский металлический завод                | 4          | 1969 г. 1970 г.     | Установленная мощность  | 300 МВт                 | [ 6 ]     |
| Паровая турбина                                      | К-300-240    | Ленинградский металлический завод                | 4          | 1969 г. 1970 г.     | Тепловая нагрузка       | 50 Гкал/ч               | [ 6 ]     |
| Оборудование паротурбинных установок второй очереди  |              |                                                  |            |                     |                         |                         |           |
| Паровой котёл                                        | ТГМП-314     | Таганрогский котельный завод «Красный котельщик» | 4          | 1971—1973 г.        | Топливо                 | газ, мазут              | [ 6 ]     |
| Паровой котёл                                        | ТГМП-314     | Таганрогский котельный завод «Красный котельщик» | 4          | 1971—1973 г.        | Производительность      | 950 т/ч                 | [ 6 ]     |
| Паровой котёл                                        | ТГМП-314     | Таганрогский котельный завод «Красный котельщик» | 4          | 1971—1973 г.        | Параметры пара          | 255 кгс/см2, 545 °С     | [ 6 ]     |
| Паровая турбина                                      | К-300-240    | Ленинградский металлический завод                | 4          | 1971—1973 г.        | Установленная мощность  | 300 МВт                 | [ 6 ]     |
| Паровая турбина                                      | К-300-240    | Ленинградский металлический завод                | 4          | 1971—1973 г.        | Тепловая нагрузка       | 50 Гкал/ч               | [ 6 ]     |
| Оборудование паротурбинной установки третьей очереди |              |                                                  |            |                     |                         |                         |           |
| Паровой котёл                                        | ТГМП-1202    | Таганрогский котельный завод «Красный котельщик» | 1          | 1980 г.             | Топливо                 | газ, мазут              | [ 6 ]     |
| Паровой котёл                                        | ТГМП-1202    | Таганрогский котельный завод «Красный котельщик» | 1          | 1980 г.             | Производительность      | 3950 т/ч                | [ 6 ]     |
| Паровой котёл                                        | ТГМП-1202    | Таганрогский котельный завод «Красный котельщик» | 1          | 1980 г.             | Параметры пара          | 255 кгс/см2, 545 °С     | [ 6 ]     |
| Паровая турбина                                      | К-1200-240-3 | Ленинградский металлический завод                | 1          | 1980 г.             | Установленная мощность  | 1200 МВт                | [ 6 ]     |
| Паровая турбина                                      | К-1200-240-3 | Ленинградский металлический завод                | 1          | 1980 г.             | Тепловая нагрузка       | 50 Гкал/ч               | [ 6 ]     |